# 佳亭中央市場站
佳亭中央市場站（：／ Gajeong Jungangsijang yeok */?）是仁川地鐵2號線沿線的一座地下車站，位於韓國仁川廣域市西區佳亭洞。

## 車站結構
站體為2面2線側式月台的地下車站，候車月台設有月台幕門，並有2處出口。

### 月台配置
| 佳亭 ↑ |
| \| 上  |
| ↓ 石南 |

| 月台 | 路線               | 目的地                                     |
| ---- | ------------------ | ------------------------------------------ |
| 上行 | ●仁川都市铁道2号线 | 西區廳、亞運會賽場、黔岩、黔丹梧柳方向     |
| 下行 | ●仁川都市铁道2号线 | 石南、朱安、南洞區廳、仁川大公園、雲宴方向 |

## 歷史
- 2016年7月30日：落成啟用[1]。

## 車站周邊
- 佳亭中央市場
- 哥倫比亞公園
- 西區文化會館
- 佳停初等學校
- 佳停高校
- 仁川真愛醫院

## 圖片

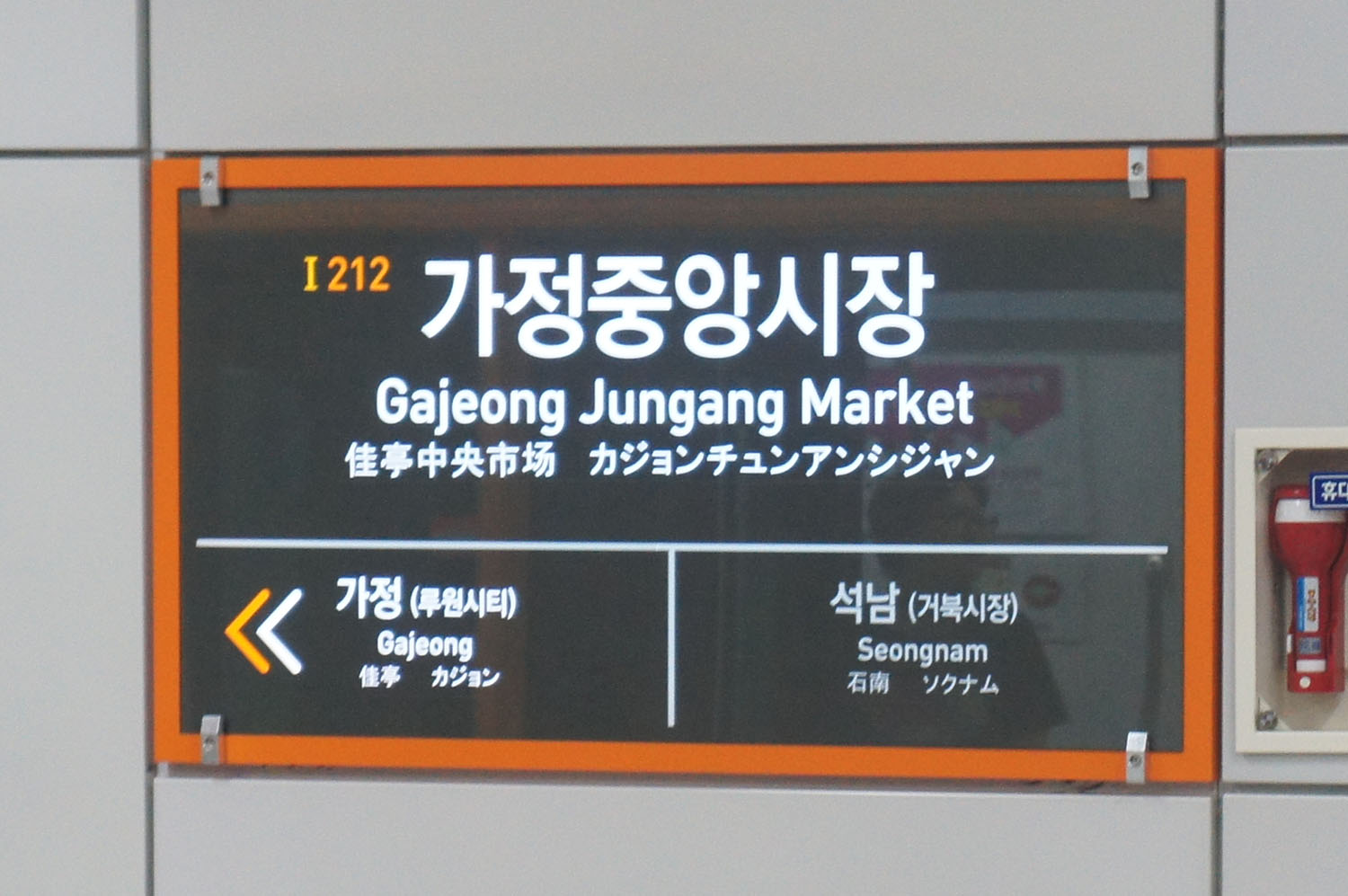
站名牌
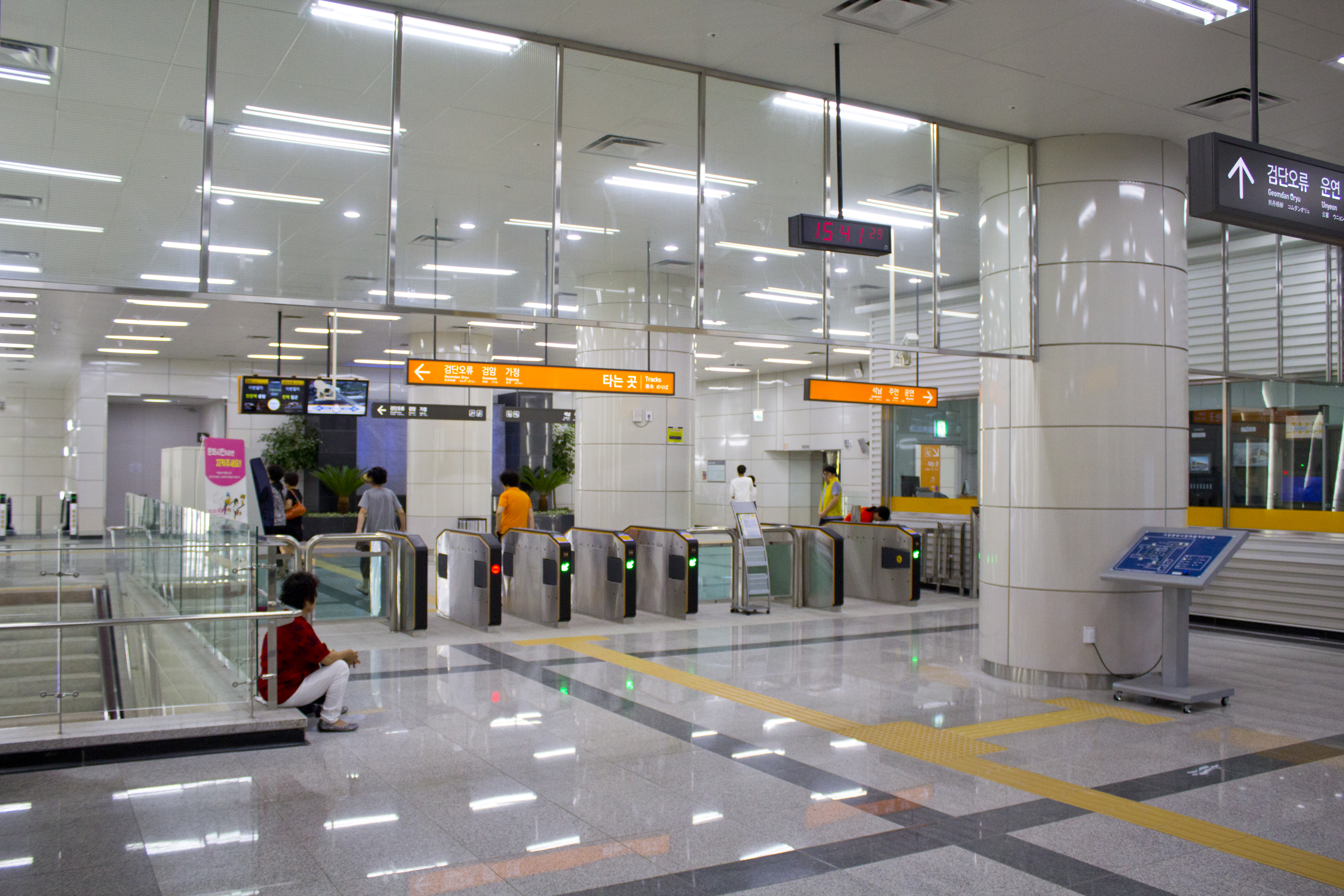
剪票閘口
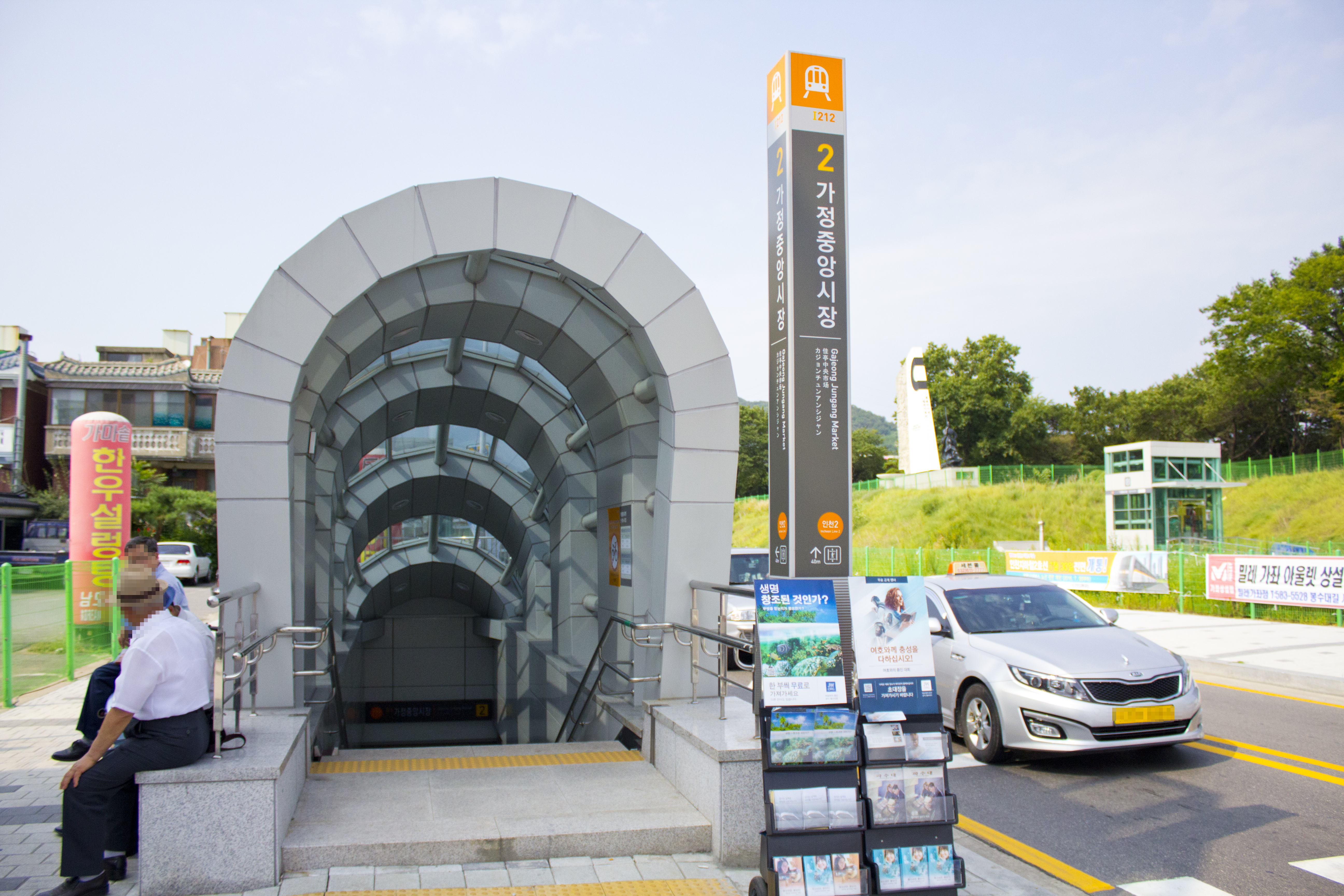
2號出口

## 相鄰車站
仁川交通公社
●仁川都市铁道2号线
佳亭（I211）－佳亭中央市場（I212）－石南（I213）